# CORPAC
La Société Péruvienne des Aéroports et de l'Aviation Civile (CORPAC) (en espagnol : Corporación Peruana de Aeropuertos y Aviación Comercial) est une société de gestion d'infrastructure aéroportuaire qui exploite les aéroports péruviens.

## Histoire
La Corporación Peruana de Aeropuertos y Aviación Comercial est fondée le 25 juin 1943 comme entreprise d'État (décret législatif n° 99 - Loi CORPAC S.A) par le gouvernement de Manuel Prado Ugarteche.
Le 30 décembre 1965, le CORPAC inaugure l'ouverture de l'aéroport international Jorge-Chávez.
En 1981, l'entreprise ouvre son capital au secteur privé.
Le 14 février 2001, la CORPAC perd la gestion de l'aéroport international Jorge-Chávez. Entre 2006 et 2008, la CORPAC perd la gestion d'une dizaine d'aéroports : Tumbes, Talara, Chachapoyas, Tarapoto, Iquitos, Pucallpa, Anta-Huaraz, Trujill, Cajamarca, Pisco, Chiclayo et Piura.
En février 2014, des soupçons de détournements sur le budget de 44 millions de sols péruviens (13 millions d'euros) destiné à la construction de la nouvelle maison-mère de la CORPAC mobilisent la justice financière du pays. Le 30 octobre 2015, le gouverneur de la région de Callao Félix Moreno et 16 autres personnes sont condamnées à 11 ans de prison pour collusion dans la conduite du projet de construction.